# Werden
Werden, también llamado Essen-Werden, es un barrio al sur del municipio de Essen, Alemania. Pertenece al distrito IX Werden/Kettwig/Bredeney de la ciudad y tenía 9.998 habitantes a fecha de 30 de junio de 2006. El municipio ocupa un espacio de 4,04 km² y se encuentra a una altitud media de 58 m sobre el nivel del mar (NN).

## Historia
La historia de Werden se remonta a San Ludgero, quien fundó la Abadía de Werden a finales del siglo VIII. Su ataúd de piedra se conserva en la cripta. En 1317, Werden obtuvo la carta de ciudad. En los edificios de la antigua abadía se construyó en 1927 la Folkwang Hochschule, una escuela elemental.
El Codex Argenteus ("Biblia de plata"), tradicionalmente atribuida al obispo Ulfilas, fue descubierta en la abadía en el siglo XVI.
La ciudad se fusionó con el municipio de Essen el 1 de agosto de 1929. De 1931 a 1933, en Baldeneysee, se construyó un gran embalse de la cuenca del Ruhr.

## El tráfico
La Bundesstraße 224 pasa por el centro de Werden, con una alta carga de tráfico. La estación de tren Essen-Werden da acceso a la estación de trenes (S-Bahn - S-Bahn Rin-Ruhr, línea S6).